# Исундери
Исундери (груз. ისუნდერი) — село в Грузии, на территории Цагерского муниципалитета края (мхаре) Рача-Лечхуми и Нижняя Сванетия.

## География
Село находится в северной части Грузии, на правом берегу реки Цхенисцкали, на расстоянии приблизительно 12 километров (по прямой) к юго-западу от города Цагери, административного центра муниципалитета. Абсолютная высота — 757 метров над уровнем моря.

## Население
По результатам официальной переписи населения 2014 года, в Исундери проживало 94 человека (53 мужчины и 41 женщина). В национальной структуре населения грузины составляли 100 %.
| Год  | Население, человек |
| ---- | ------------------ |
| 2002 | 189                |
| 2014 | ↘ 94               |